# 日本ハム惣菜
日本ハム惣菜株式会社（にっぽんハムそうざい、Nipponham Delicatessen Ltd.）は新潟県三条市にある日本の食品メーカー。日本ハムの子会社となっている。
2014年4月に親会社である日本ハムのコーポレートブランドロゴ改定に伴って当社もコーポレートブランドロゴを改定し、英文社名表記も従来のNIPPON HAM SOUZAI Inc.からNipponham Delicatessen Ltd.に改められた。

## 創立
- 1992年

## 本社所在地
- 新潟県三条市篭場 1-27

## 工場
- 北海道工場
- 新潟工場
- 宮崎工場